# Liste der Monuments historiques in Obersteinbach
Die Liste der Monuments historiques in Obersteinbach führt die Monuments historiques in der französischen Gemeinde Obersteinbach auf.

## Liste der Bauwerke
| Bezeichnung         | Beschreibung                                                | Standort                      | Kennzeichnung | Schutzstatus | Datum | Bild           |
| ------------------- | ----------------------------------------------------------- | ----------------------------- | ------------- | ------------ | ----- | -------------- |
| Burg Lützelhardt    | Ruine einer Felsenburg, um 1250, spätestens 1538 aufgegeben | nordwestlich des Ortes (Lage) | PA00084870    | Classé       | 1898  | weitere Bilder |
| Burg Klein-Arnsberg | Ruine einer Felsenburg, um 1250, 1635 zerstört              | nördlich des Ortes (Lage)     | PA00084871    | Classé       | 1898  | weitere Bilder |